# Víctor Lamas Miranda
Víctor Lamas Miranda (Quillota, 1826 - Concepción, 20 de septiembre de 1892) fue un político chileno. Ocupó distintos cargos tanto en la cámara baja como en la cámara alta chilena, como diputado y senador. También fue intendente de Concepción durante un largo período.
Se unió al movimiento revolucionario de 1859 en Concepción, del cual fue un destacado dirigente. Fue redactor del diario El amigo del pueblo.
En 1881, en Valparaíso, formó parte de la Convención que proclamó a Domingo Santa María como candidato presidencial.

## Biografía
Nació en 1826, en la ciudad de Quillota. Sus padres fueron Andrés de Lamas e Isabel Miranda y Arís. Se presume que al menos uno de sus padres estaba ligado al radicalismo.
En Valparaíso se dedicó a las actividades comerciales, con la Casa Comercial de Lamas y Costabal, junto a sus primos paternos. Luego se trasladó a Concepción, donde continuó trabajando exitosamente en el rubro comercial y se fue convirtiendo en una personalidad influyente. Allí se casó con Mariana Benavente y Carvajal-Vargas, con quien tuvo diez hijos, dos de los cuales, Luis y Víctor Manuel Lamas Benavente, llegarían a ser también diputados.
En Concepción se unió al movimiento revolucionario de 1859 en contra del presidente Manuel Montt, pero acabó siendo vencido. Durante esta época redactó el periódico El amigo del pueblo. También impulsó al diario El Sur, creado por uno de sus colegas radicales, Juan Castellón Larenas.[cita requerida]
Su carrera como parlamentario comenzó cuando fue elegido diputado suplente por el distrito 44 de «Concepción y Talcahuano» por el período 1867-1870, luego que el diputado propietario electo, Álvaro Covarrubias Ortúzar, dejara el puesto para aceptar el cargo de senador. Para las elecciones siguientes fue elegido diputado propietario por el mismo distrito, para el período 1870-1873. Sin embargo, abandonó dicho cargo en 1871 para aceptar el de intendente de Concepción. Su suplente en el Congreso, Francisco Smith Azúa, prestó juramento el 25 de julio de 1872. Como Intendente de Concepción ejerció entre 1870 y 1881, así como en 1891 junto a Salvador Sanfuentes Velasco; además de ser en 1883 intendente interino.
En 1871 fundó además el Banco de Concepción y asumió como su primer presidente.
Dos años después fue elegido diputado, pero esta vez por el distrito 47 de «La Laja», por el período 1873-1876. Para entonces ya era una figura conocida en toda la región. En 1881 presidió en Valparaíso la Convención que proclamó como candidato presidencial a Domingo Santa María. Al año siguiente fue elegido senador propietario por «Concepción», para el período 1882-1888. Integró la Comisión Permanente de Gobierno y Relaciones Exteriores, así como la de Hacienda e Industria. Además fue miembro de la Comisión Conservadora para el receso de 1882-1883.
En 1885 fundó el antiguo Teatro Concepción, el cual fue inaugurado en 1890.
Víctor Lamas falleció el 20 de septiembre de 1892, en Concepción, ciudad en la cual se creó más tarde una calle con su nombre: la Calle Víctor Lamas.